# 腋斑小鯛
腋斑小鯛為輻鰭魚綱鱸形目鱸亞目鯛科的其中一種，分布於東大西洋區，包括地中海、法國比斯開灣至塞內加爾海域，棲息深度可達500公尺，體長可達36公分，棲息在沙底質海草生長的海域，屬雜食性，以藻類、甲殼類等為食，可做為食用魚及遊釣魚。